# Frederick Field
Sir Frederick Laurence Field (18. dubna 1871, Killarney, Irsko – 24. října 1945, Escrick, Yorkshire, Anglie) byl britský admirál. Vyznamenal se v první světové válce, poté působil převážně v námořní administraci. V letech 1930–1933 byl prvním námořním lordem, v roce 1933 byl povýšen do hodnosti velkoadmirála.

## Životopis
Narodil se v Irsku jako druhorozený syn plukovníka Spencera Fielda. Do námořnictva vstoupil jako kadet v roce 1884, později si doplnil odborné vzdělání a sloužil na různých lodích v Lamanšském průlivu, ve Středomoří a v Číně. Vynikl během boxerského povstání, kdy byl zraněn, v roce 1907 dosáhl hodnosti kapitána. Vyznamenal se v první světové válce jako velitel lodi HMS King George, zúčastnil se bitvy u Jutska. Od června 1918 byl ředitelem sekce dělostřelectva na admiralitě, v roce 1919 dosáhl hodnosti kontradmirála. V letech 1920–1923 byl ve funkci třetího námořního lorda inspektorem námořnictva a v roce 1923 byl povýšen do šlechtického stavu. V letech 1923–1925 znovu aktivně sloužil na moři, pak se vrátil do Londýna a v letech 1925–1928 byl lordem admirality a zástupcem náčelníka námořního štábu. Mezitím dosáhl hodností viceadmirála (1924) a admirála (1928). V letech 1928–1930 byl vrchním velitelem ve Středozemním moři a svou kariéru završil funkcí prvního námořního lorda (1930–1933). V roce 1933 dosáhl hodnosti velkoadmirála (Admiral of the Fleet), při této příležitosti byl také dekorován velkokřížem Řádu lázně. Téhož roku odešel do výslužby a druhé světové války se již nezúčastnil, i když byl v roce 1940 znovu zařazen na seznam aktivních důstojníků. Zemřel na nádorové onemocnění na svém venkovském sídle Escrick Park v hrabství Yorkshire.
Za zásluhy během první světové války získal řadu vyznamenání, byl nositelem ruského Řádu sv. Anny (1917), francouzského Řádu čestné legie (1918) a Řádu rumunské koruny (1919). V Británii získal během války nižší stupně Řádu lázně (1916) a Řádu sv. Michala a sv. Jiří (1919).